# Mercedes Cabello de Carbonera
Juana Mercedes Cabello Llosa (Moquegua, 7 de febrero de 1845-Lima, 12 de octubre de 1909), más conocida como Mercedes Cabello de Carbonera, fue una escritora peruana. Influenciada por la corriente del positivismo y del naturalismo, fue la iniciadora de la novela realista peruana. Escribió seis novelas de contenido social e intención crítica, siendo las más exitosas Blanca Sol (1888), Las consecuencias (1890) y El conspirador (1892). Escribió también numerosos artículos y ensayos publicados en la prensa peruana, sobre temas literarios y sociales; en especial abogó por la emancipación de la mujer, por lo que se cuenta entre las primeras feministas de su país.

## Biografía
Nacida en la ciudad de Moquegua en el seno de una familia terrateniente de antiguo raigambre colonial, fue hija del hacendado Gregorio Cabello Zapata, y de Mercedes Llosa y Mendoza. Su padre era bisnieto de los condes de Cumbres Altas. Su madre era hija de Mariano de la Llosa y Vizcarra, magistrado moqueguano que fue presidente del Congreso Constituyente de 1827.
Se desconoce mucho sobre sus primeros años. Tuvo una excelente formación por parte de su padre y su tío que en los años 30 del siglo XIX habían viajado por Francia, trayendo una respetable biblioteca. Mercedes recibió lecciones con maestros privados que le enseñaron bien el francés, motivo por el que más tarde siempre se podía enterar enseguida de las corrientes literarias más recientes en Francia, con autores modelo tales como Honoré de Balzac y Émile Zola.
A los 22 años se trasladó a Lima, donde vivió en casa de un tío, que era cosmógrafo mayor de la República. A la edad de 24 años (1866) se casó con el médico Urbano Carbonera, quien le acercó a la ciencia y al positivismo. Pero el matrimonio fue poco feliz y no tuvo hijos; el marido más tarde se convirtió en jugador y tipo donjuanesco. Se separaron y él se fue a vivir a Chincha.
En Lima, Mercedes tomó parte activa en el mundo literario entonces imbuido en el romanticismo y colaboró activamente en diarios y revistas usando el seudónimo de Enriqueta Pradel, antes de animarse a usar su propio nombre. Colaboró con medios de prensa de Perú, Uruguay, España, Francia, entre otros. Aunque comenzó haciendo versos, rápidamente pasó a escribir ensayos en favor de la emancipación de la mujer.
Fue incorporada al Ateneo de Lima y asistió a las tertulias de la argentina Juana Manuela Gorriti donde aprendió el arte de novelar, es decir, escribir novelas. Si Gorriti era conocida por su romanticismo, Cabello de Carbonera abandonó esta escuela para cultivar el naturalismo y el realismo. En su ensayo La novela moderna abogó por el realismo porque admitía la psicología de los personajes, tendencia que abrazó completamente en su novela El conspirador (1892), una sátira de la actuación política del caudillo Nicolás de Piérola, que poco después llegó a ser presidente constitucional del Perú. Su novela Blanca Sol condenó el materialismo de aquel momento. Fue tan controversial que ofendió a su vieja maestra Gorriti quien era mucho más sutil en sus críticas a la sociedad. Tuvo que exiliarse en Chile y Argentina, aunque por breves periodos.
Como Clorinda Matto de Turner, Cabello fue muy poco comprendida en su época y fue el blanco de fuertes críticas de autores masculinos, como Juan de Arona y Ricardo Palma, críticas que arreciaron a raíz del triunfo de la revolución de 1895, que encumbró a Piérola en el poder.
Tales críticas le afectaron sobremanera, por lo que se aisló, y por si fuera poco, empezó a padecer las consecuencias de una sífilis que le fue contagiada por su propio esposo. Esta enfermedad le causó una parálisis progresiva, demencia y terribles llagas, por lo que tuvo que pasar sus últimos años en el Manicomio del Cercado de Lima, hasta que falleció en 1909.
Su amiga Teresa González de Fanning escribió en el diario El Comercio su obituario:

“Mercedes Cabello de Carbonera, tan talentosa como desgraciada -dijo- después de dar lustre a las letras peruanas con un cerebro luminoso y profundo, ha muerto tristemente en el manicomio, sin darse cuenta de ese grave problema del tránsito de la vida al no ser; sin tener una mano amiga, una mirada cariñosa que la acompañara en el terrible trance”.[cita requerida]

## Obras

### Novelas
- Sacrificio y recompensa (Lima, 1886), premiada por el Ateneo de Lima.
- Eleodora (Madrid, 1887), refundida después en Las consecuencias.
- Los amores de Hortensia (1886 y 1887)
- Blanca Sol (1888, 1889 y 1894)
- Las consecuencias (1890)
- El conspirador (autobiografía de un hombre público) (1892 y 1898)

### Ensayos
- Influencia de las Bellas Letras en el progreso moral y material de los pueblos (1887), premiado con medalla de oro por la Municipalidad de Lima.
- La novela realista
- Estudio comparativo de la inteligencia y la belleza de la mujer
- Perfeccionamiento de la educación y la condición social de la mujer
- La novela moderna (1892), premiado con la “Rosa de Oro” en el concurso interamericano de ensayo promovido por la Academia Literaria de Buenos Aires.
- Importancia de la literatura
- La religión de la humanidad (1891)
- El conde León Tolstoi (1896)

### Lecturas secundarias
- Arango-Ramos, Fanny. “Mercedes Cabello de Carbonera: Historia de una verdadera conspiración cultural”. Revista Hispánica Moderna 47 (1994): 306–324.

- Arambel-Guiñazú, María Cristina & Claire Emilie Martin. "La prensa no tiene secso". Las mujeres toman la palabra: escritura femenina del siglo XIX. 2 tomos. Madrid: Iberoamericana, 2001: I: 45-76. Sobre el ensayo. Crítica

- ___. "Del romanticismo al realismo. Novelistas peruanas de fin de siglo". Las mujeres toman la palabra: escritura femenina del siglo XIX. 2 tomos. Madrid: Iberoamericana, 2001: I: 179-196.

- Fox-Lockert, Lucía. "Mercedes Cabello de Carbonera". Women Novelists in Spain and Spanish America. Metuchen, N.J: The Scarecrow Press, 1979.

- Gonzales Ascorra, Martha Irene. La evolución de la conciencia femenina a través de las novelas de Gertrudis Gómez de Avellaneda, Soledad Acosta de Samper y Mercedes Cabello de Carbonera. Nueva York: Peter Lang, 1997; sobre Las consecuencias: 103-116; sobre El conspirador: 117-131.

- Higgins, James. A History of Peruvian Literature. Liverpool: Francis Cairnes, 1987: 77-78.

- Masiello, Francine. "Melodrama, Sex, and Nation in Latin America's Fin de Siglo". Modern Language Quarterly: A Journal of Literary History 57.2 (June 1996): 269-78.

- Mathews, Cristina. "The Masquerade as Experiment: Gender and Representation in Mercedes Cabello de Carbonera's El Conspirador: Autobiografía de un hombre público". Hispanic Review 74.3 (Autumn 2005): 467-489.

- Mazquiarán de Rodríguez, "Mercedes Cabello de Carbonera (1845-1909)". Spanish American Women Writers. Ed. Diane E. Marting (New York: Greenwood Press, 1990): 94-104.

- Peluffo, Ana. "Bajo las alas del ángel de caridad: Indigenismo y beneficencia en el Perú republicano". Revista Iberoamericana 70 206 (Jan-Mar 2004): 103-15.

- Pinto Vargas, Ismael (2003). Sin perdón y si olvido. Mercedes Cabello de Carbonera y su mundo. Lima: Universidad de San Martín de Porres.

- Torres-Pou, Joan. "Positivismo y feminismo en la producción narrativa de Mercedes Cabello de Carbonera". Estudios en honor de Janet Pérez: El sujeto femenino en escritoras hispánicas. Eds. Susana Cavallo, Luis A. Jiménez y Oralia Preble-Niemi. Potomac: Scripta Humanistica, 1998: 245-256.

- Ward, Thomas. "Matto, Cabello y Prada: Rumbos modernistas hacia una teoría de la literatura". La teoría literaria: romanticismo, krausismo y modernismo ante la 'globalización' industrial. University, MS: University of Mississippi, "Romance Monographs", 2004: 120-123.